# Salon d'Automne de 1905
Le Salon d'Automne de 1905 est un évènement artistique qui s'est tenu entre le 18 octobre et 25 novembre 1905, à Paris, au Grand Palais.
Par l'exposition, dans la salle VII, de jeunes peintres comme Henri Matisse, il marqua le début du fauvisme. 

## Le Salon d'Automne avant 1905
Le Salon d'Automne est créé le 31 octobre 1903 au Petit Palais, à l'initiative du Belge Frantz Jourdain, architecte, homme de lettres et grand amateur d'art, président du syndicat de la critique d'art, et d'amis comme le décorateur et architecte Hector Guimard, les peintres Eugène Carrière, George Desvallières, Félix Vallotton, Édouard Vuillard, Adrien Schulz, ou le décorateur Jansen.
Le but est double : offrir des débouchés aux jeunes artistes et faire découvrir l'impressionnisme et ses prolongements à un public populaire. Le choix de l'automne comme saison de présentation est stratégique à plus d'un titre : non seulement il permet aux artistes de présenter leurs petits formats réalisés en extérieur au cours de l'été, donc de se placer à la pointe de l'actualité artistique, mais il se démarque des deux autres grands salons (ceux de la Société nationale des beaux-arts et de la Société des artistes français) qui ont, eux, lieu au printemps.  
Le Salon d'automne se singularise par sa pluridisciplinarité, puisque se trouvent mélangés peintures, sculptures, photographies (à partir de 1904), dessins, gravures, arts appliqués… et la clarté de son agencement, plus ou moins par école. Les peintres étrangers sont particulièrement représentés. 
Dès 1904, le Salon n'expose plus dans les caves, ce qui prouve le succès qu'il rencontre très rapidement. Il quitte le Petit Palais pour le Grand Palais. Lors de cette édition, 33 tableaux de Paul Cézanne, 62 d'Odilon Redon et 35 d'Auguste Renoir sont réunis, formant un ensemble encore assez bien accepté, à l'inverse de ce que fut le scandale de 1905. Henri Matisse, Henri Manguin, Albert Marquet et Charles Camoin sont déjà présents dans la salle XVII.

## Le Salon de 1905
L'édition de 1905 marque le basculement du salon vers le modernisme : un quart des sociétaires de l'association chargée de la mise en place du Salon en 1904, plutôt conservateurs, sont écartés, en faveur d'artistes élèves de Gustave Moreau, plus tournés vers les avant-gardes. Le comité, élu pour deux ans afin d'administrer le Salon, se compose alors d'Henri Matisse, de George Desvallières, Georges Rouault, René Piot, tous anciens de la classe de Moreau, ainsi que de Louis Vauxcelles et Roger Marx. Le jury décide de favoriser l'originalité sur l'« impressionnisme édulcoré », et accepte des œuvres que leurs auteurs eux-mêmes considèrent comme expérimentales. André Derain écrit même : « Je n'aurai jamais fait un travail aussi complexe et aussi différent, aussi déconcertant pour la critique. »

### L'organisation du Salon
Le placement des œuvres est confié à l'architecte Charles Plumet, qui adopte à peu près le même classement que l'année précédente. 
Le Salon comporte 18 salles, recense 1 625 numéros, et s'ordonnance en suivant des temps forts. On trouve ainsi dans le vestibule des sculptures d'Auguste Rodin et dans la salle I, salle d'apparat de grands noms comme Paul Cézanne, Auguste Renoir, Armand Guillaumin, Jean-François Raffaëlli, Odilon Redon. De même, la salle III regroupe des artistes à la réputation déjà bien établie, comme Eugène Carrière, George Desvallières et Georges Dufrénoy ainsi que les nabis, Édouard Vuillard, Pierre Bonnard, Félix Vallotton, Ker-Xavier Roussel.
Deux grandes rétrospectives occupent les salles suivantes, l'une concernant Jean-Auguste-Dominique Ingres, l'autre Édouard Manet. De nombreux étrangers sont également présentés au fil des salles : Alfred Henry Maurer, Alexej von Jawlensky, Vassily Kandinsky et Béla Czóbel en font partie.
Mais c'est évidemment, la salle VII, placée par Plumet au cœur de l'exposition qui occupe tous les regards. Située à côté de l'espace où sont exposées des œuvres du Douanier Rousseau, notamment Le lion, ayant faim, se jette sur l'antilope, elle regroupe des œuvres de Matisse, Manguin, Derain, Vlaminck, Marquet, Camoin. Les peintres Jean Puy, Jules Flandrin, Georges Rouault, Kees van Dongen, Pierre Girieud, bien qu'assimilés aux fauves, se trouvent dans d'autres salles. On trouve également une exposition posthume consacrée à Georges-Léopold Mita.
Parmi ces peintures aux couleurs violentes — un « pot de peinture vient d'être jeté à la figure du public », écrit Camille Mauclair dans le chapitre « La crise de la laideur » de son ouvrage Trois Crises de l'art actuel publié en 1906 — trônent au milieu de la pièce deux bustes d'Albert Marque, dans un style très traditionnel.

### Les œuvres de lasalle VII
Au centre de cette salle se trouve un buste d'enfant et un buste en marbre d'Albert Marque qui font écrire à Louis Vauxcelles : « Donatello chez les fauves… »
- De Charles Camoin, cinq huiles sur toile :
  - Sur la Terrasse ;
  - Agay (l'hôtel) ;
  - Agay (bord de mer) ;
  - Le Port de Cassis (soleil couchant) ;
  - Le Port de Cassis (temps gris).

- D'André Derain, cinq huiles sur toiles et quatre pastels :
  - Portrait (huile sur toile) ;
  - Chêne Liège (huile sur toile) ;
  - Vue de Collioure (huile sur toile) ;
  - Port de pêche (huile sur toile) ;
  - Le Séchage des voiles (huile sur toile) ;
  - Fragment décoratif (pastel) ;
  - Péniches (pastel) ;
  - Une Rue à Collioure (pastel) ;
  - Vieilles Maisons à Collioure (pastel).

- De Pierre Girieud, cinq huiles sur toiles :
  - Tulipes et vitrail ;
  - Pivoines et Images d'Épinal ;
  - Pivoines roses ;
  - Iris ;
  - Nature dorée.

- D'Henri Manguin, cinq huiles sur toile :
  - La Sieste ;
  - Sur le Balcon ;
  - Sous les Arbres ;
  - Les Chênes-lièges ;
  - Le Pré.

- D'Albert Marquet, cinq huiles sur toile :
  - Le Port de Menton ;
  - Anthéor ;
  - Agay ;
  - Le Trayas ;
  - Rochers rouges du Trayas.

- D'Henri Matisse, six huiles sur toiles et deux aquarelles :
  - Jeune femme en robe japonaise au bord de l'eau (huile sur toile) ;
  - Fenêtre ouverte (huile sur toile) ;
  - Nature morte (huile sur toile) ;
  - Matinée d'été (huile sur toile) ;
  - Femme au chapeau (huile sur toile) ;
  - Japonaise (huile et crayon sur toile) ;
  - Marine (pêcheur) (huile sur toile) ;
  - Marine (bateaux) (huile sur toile) ;
  - Baigneuse (aquarelle) ;
  - La Promenade (aquarelle).

- De Ramon Pichot, cinq huiles sur toile :
  - Procession en Espagne ;
  - Sardana (danse populaire) ;
  - Clair de lune ;
  - Coin de plage (Espagne) ;
  - Soleil couchant de Cadaques (Espagne).

- De Jelka Rosen quatre dessins :
  - Jardin fleuri, mai ;
  - Jardin fleuri, juin ;
  - Jardin fleuri, juillet ;
  - Jardin fleuri, août.

- De Maurice de Vlaminck, cinq huiles sur toile :
  - La Vallée de la Seine à Marly ;
  - La Maison de mon père ;
  - Crépuscule ;
  - Le Jardin ;
  - L'Étang de Saint-Cucufa.

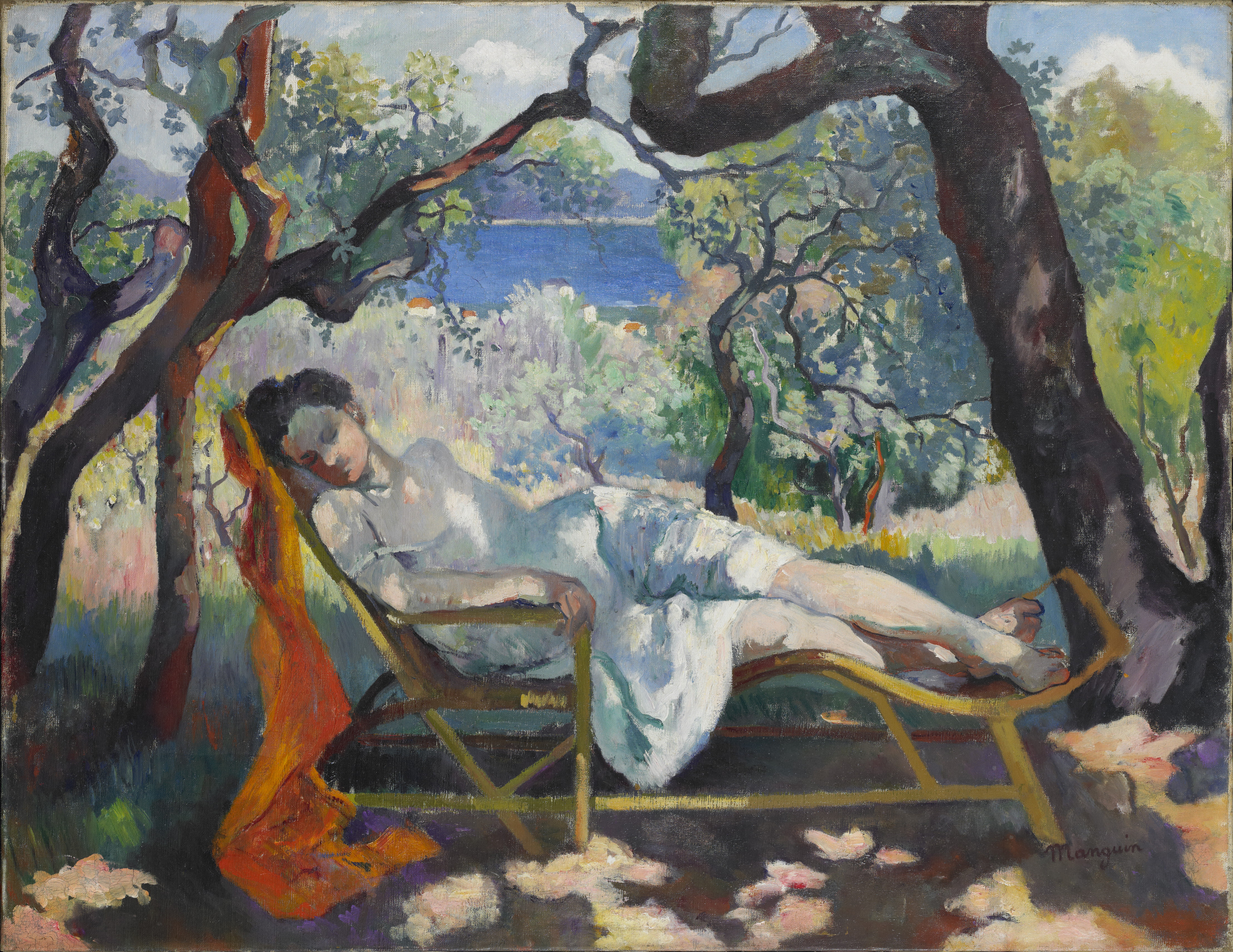
La Sieste, par Henri Manguin.
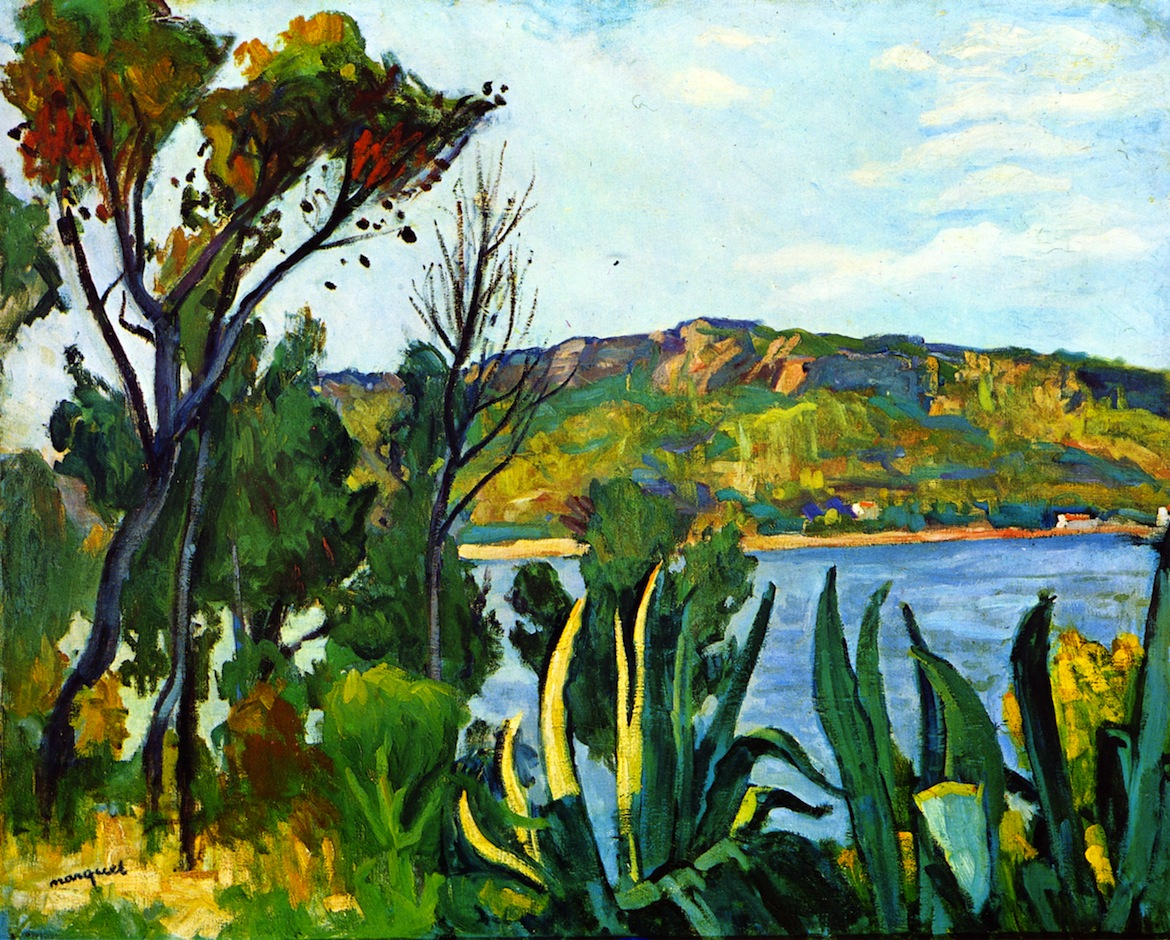
Vue d'Agay, par Albert Marquet.
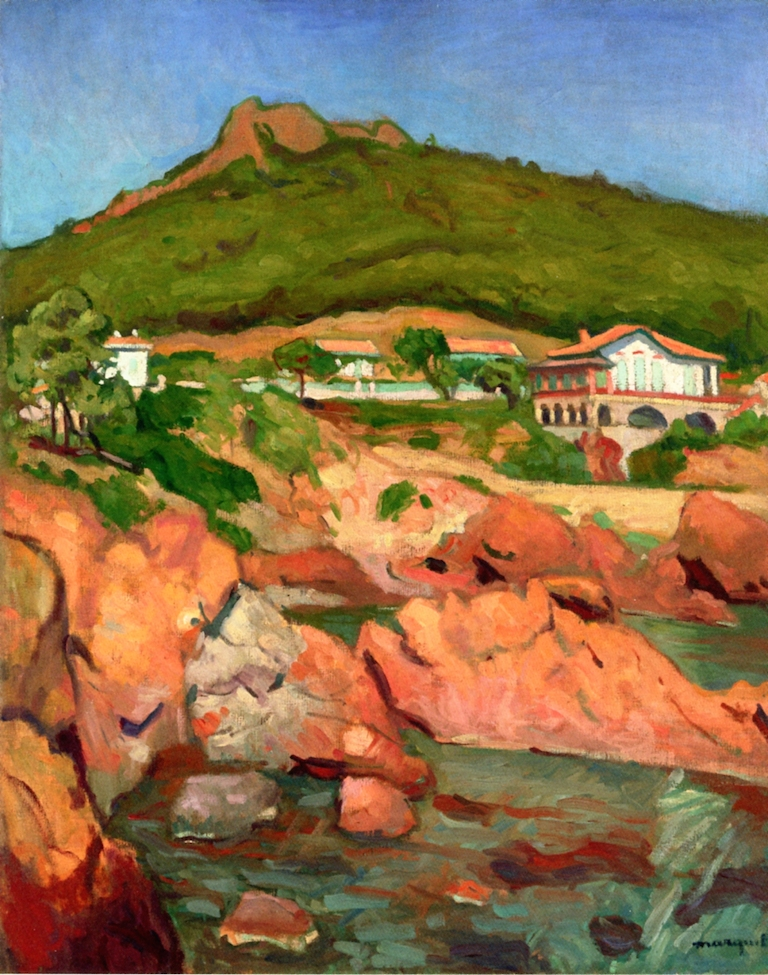
Vue d'Agay, les roches rouges, par Albert Marquet.

### Réception critique
Le Salon d'Automne de 1905 est plutôt bien accueilli, les critiques font l'éloge notamment des rétrospectives Ingres et Manet. Les artistes qui exposent sont connus, même les plus novateurs, qui exposent quelques mois avant à la galerie de Berthe Weill (1904 et 1905).
Toutefois, de nombreux détracteurs réagissent avec violence, tant dans la presse quotidienne, qui s'adresse à un large public et reste conventionnelle, que dans la presse spécialisée, dont certains membres, tenants du symbolisme, refusent avec virulence la montée de la nouvelle génération. Le fait que le président de la République, Loubet, refuse d'inaugurer le Salon, car il est prévenu de la présence d'œuvres « inacceptables », est également symptomatique.

Dans le supplément au Gil Blas du 17 octobre 1905, le critique d'art Louis Vauxcelles écrit : 

« Au centre de la salle, un torse d'enfant et un petit buste en marbre d'Albert Marque, qui modèle avec une science délicate. La candeur de ces bustes surprend au milieu de l'orgie des tons purs : Donatello chez les fauves. »

Beaucoup plus tard, en 1939, dans son livre Le Fauvisme, Vauxcelles reconnaît à demi-mot que cette comparaison lui a été inspirée par un critique inconnu passant par là et disant à Matisse : « Donatello dans la cage aux fauves », pour qualifier ce qu'il venait de voir.
Plusieurs points considérés comme choquants sont mis en avant par les opposants, en particulier le manque de savoir-faire et la visibilité de la technique, le manque de fini ; ils en tirent deux types de conclusions. Pour certains, il s'agit d'une gaucherie, et l'artiste peut être assimilé à un « sauvage », à un enfant ou à un « fou ». Ainsi, Marcel Nicolle, critique d'art au Journal de Rouen parle de « jeux barbares et naïfs d’un enfant qui s’exerce avec la boîte à couleurs. »
Pour d'autres, il s'agit de charlatans anarchistes, qui clament leur haine de la bourgeoisie. Le tableau est alors vu comme agressif, et non plus comme insensé. « Est-ce de l’art cela ? Ou bien est-ce une mystification et le Salon d’automne a-t-il, à sa galerie d’attraction, voulu ajouter la surprise d’une grosse farce ? », peut-on ainsi lire dans La Liberté. De même, Gertrude Stein note, en parlant de la Femme au chapeau de Matisse : « Les visiteurs pouffaient en regardant la toile, et on essayait de la lacérer. »
Quelques critiques, notamment de la part d'intellectuels, sont pourtant différentes. André Gide écrit ainsi ; « Lorsque j’entendais crier devant Matisse : "c’est de la folie !" j’avais envie de répliquer : "mais non, Monsieur, tout au contraire. C’est un produit de théories." Tout s’y peut déduire, expliquer ; l’intuition n’y a que faire. Sans doute quand M. Matisse peint le front de cette femme couleur pomme et ce tronc d’arbre rouge franc, il peut nous dire : "c’est parce que…" Oui, raisonnable, cette peinture, et raisonneuse même. »
Comme lui, Maurice Denis reproche aux fauves un excès de théorie.

### Une manipulation?
On remarque d'ailleurs que, même s'il soulève la polémique, Vauxcelles reste beaucoup plus compréhensif que le reste de la presse, et se tient fort éloigné des moqueries de L'Illustration, par exemple. Ce scandale semble donc avoir été plus orchestré qu'on ne peut le croire au premier abord.